# راکل لوگادوتیر
راکل لوگادوتیر (انگلیسی: Rakel Logadóttir؛ زادهٔ ۲۲ مارس ۱۹۸۱) بازیکن فوتبال اهل ایسلند است.
از باشگاه‌هایی که در آن بازی کرده‌است می‌توان به باشگاه ورزشی وستمانایا اشاره کرد.
وی همچنین در تیم‌های ملی فوتبال زنان ایسلند، و زنان ایسلند، و زنان ایسلند، و زنان ایسلند، بازی کرده‌است.